# Электричество (журнал)

Обложка журнала «Электричество». № 11 за 2008 год

«Электричество» — один из старейших российских технических, теоретических и научно-практических журналов, один из первых специальных электротехнических журналов.

## История
Основан в 1880 году по инициативе выдающихся российских ученых-электротехников П. Н. Яблочкова, В. Н. Чиколева (один из главных редакторов), Д. А. Лачинова и А. Н. Лодыгина, объединенных в VI-м (электротехническом) отделе Императорского русского технического общества. Издавался с 1881 года в Санкт-Петербурге, с 1922 — в Москве.
Первый редактор генерал-майор А. И. Смирнов.
Издается до настоящего времени, с перерывами с 1918 по 1921 гг. и с 1941 по 1943 гг.

## Тематика
В первом номере журнала были определены его цели и задачи: «…разработка различных вопросов, относящихся до электротехники, и распространении необходимых сведений как по теории электричества, так и по применению его в науке и общежитии. … Журнал предназначается … сообщать все новейшие изобретения в этой области у нас и за границей …, следить за электрической литературой и давать отчеты о важнейших сочинениях …».
Тематика журнала менялась в зависимости от развития электротехники и электроэнергетики, появления новых научных направлений в этих областях и в соответствии с задачами, состоящими перед наукой и техникой на разных этапах истории страны.
В настоящее время журнал освещает такие вопросы :
- теоретические основы электротехники,
- в области электроэнергетики:
  - оборудование для электростанций,
  - исследование режимов работы электросистем,
  - релейная защита,
  - техника высоких напряжений, включая молниезащиту.
- в области электротехники:
  - проектирование и исследование электрических машин, в том числе со сверхпроводящими обмотками,
  - микромашин, электрических аппаратов и трансформаторов,
  - разработка различного типа преобразователей для управления электроприводами и технологическими процессами,
  - создание новых видов материалов для применения в электротехнических устройствах, машинах и аппаратах.

На страницах журнала публикуются статьи о разработках и промышленных испытаниях в области тепловой энергетики и создания новых видов трансформаторного и реакторного оборудования, рассматриваются вопросы экономии и оценки эффективности комбинированной выработки электрической и тепловой энергии, новости электротехнических и электроэнергетических компаний.
Отведено место для публикации исторических материалов, посвященных юбилейным датам крупных событий в электротехнике, выдающимся российским и зарубежным ученым, инженерам и предпринимателям, внесшим весомый вклад в мировую и отечественную электротехнику.
В СССР журнал являлся печатным органом АН СССР, Государственного комитета Совета Министров СССР по науке и технике и Центрального правления научно-технического общества энергетики и электротехнической промышленности.
Учредителями журнала «Электричество» в настоящее время зарегистрированы Российская академия наук (Отделение энергетики, машиностроения, механики и процессов управления) и Российское научно-теоретическое общество энергетиков и электротехников.
Журнал выходит ежемесячно в объеме 72 стр.

## Редколлегия
Редколлегия состоит из пяти секций:
- Секция теоретических основ электротехники, преобразовательной техники, электротехнических материалов (председатель секции — Бутырин, Павел Анфимович, член-корреспонтент РАН, Московский энергетический институт)
- Секция электроэнергетики (председатель секции — Строев, Владимир Андреевич, доктор технических наук, профессор)
- Секция техники высоких напряжений, электрических аппаратов, трансформаторов (председатель секции — Белкин Г. С., доктор технических наук)
- Секция электрических машин (председатель секции — Беспалов В. Я., доктор технических наук, профессор)
- Секция электропривода и автоматизации технологических процессов (председатель секции — Красовский А. Б., доктор технических наук, профессор)

Тираж в 1978 году был около 19 тыс. экземпляров.